# David Ramsay (Historiker)

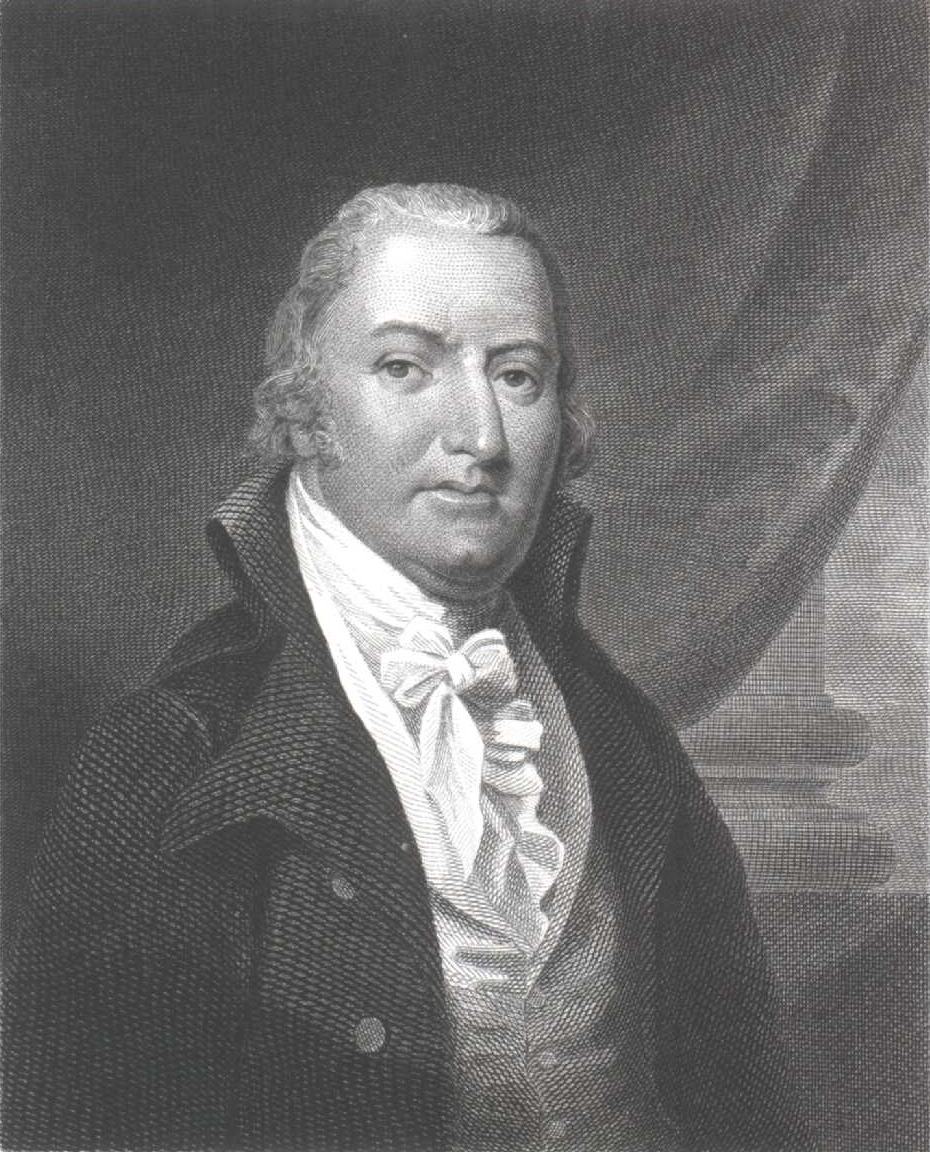
David Ramsay

David Ramsay (* 2. April 1749 im Lancaster County, Provinz Pennsylvania; † 8. Mai 1815 in Charleston, South Carolina) war ein US-amerikanischer Historiker und Politiker. In den Jahren 1782 und 1783 sowie zwischen 1785 und 1786 war er Delegierter für South Carolina im Kontinentalkongress. Er zählt zu den bedeutenden Historikern der Amerikanischen Revolution.

## Leben
David Ramsay war trotz der unterschiedlichen Buchstabierung des Nachnamens ein Bruder von Nathaniel Ramsey (1741–1817), der ebenfalls als Delegierter am Kontinentalkongress teilnahm. Er besuchte die öffentlichen Schulen seiner Heimat und absolvierte das College of New Jersey, die spätere Princeton University. Nach einem anschließenden Medizinstudium an der University of Pennsylvania und seiner 1773 erfolgten Zulassung als Arzt begann er im Cecil County in Maryland in diesem Beruf zu arbeiten. Bald darauf zog er nach Charleston in South Carolina. In den 1770er-Jahren schloss er sich der Revolutionsbewegung an. Zwischen 1776 und 1783 saß er im Repräsentantenhaus von South Carolina. Gleichzeitig war er Militärarzt der in Charleston stationierten Miliz. Nach der Einnahme der Stadt durch die Briten im Jahr 1780 wurde er gefangen genommen und für elf Monate in St. Augustine in Ostflorida inhaftiert. Nach seiner Heimkehr vertrat er zwischen 1782 und 1783 sowie von 1785 bis 1786 den Staat South Carolina im Kontinentalkongress. Im Jahr 1786 war er als President Pro Tempore Vorsitzender dieses Gremiums. 1788 kandidierte er erfolglos für den ersten Kongress. Dabei ging er in die Geschichte ein, weil er als erster ein Wahlergebnis für den Kongress anzweifelte und eine, wenn auch erfolglose, Wahlanfechtung betrieb.
Ramsay war ein Gegner der Sklaverei, was für einen Politiker aus South Carolina in der damaligen Zeit bemerkenswert ist. Zwischen 1801 und 1815 saß er im Senat von South Carolina, dessen Präsident er sieben Jahre lang war. Zwischenzeitlich war er von der Staatsregierung als Historiker angestellt. In dieser Eigenschaft verfasste er mehrere historische Abhandlungen. David Ramsay starb unter dramatischen Umständen. Er war als medizinischer Sachverständiger von einem Gericht bestellt worden, um einen angeklagten Schneider namens William Linnen auf dessen Geisteszustand zu begutachten. Ramsay kam zum Schluss, dass Linnen geisteskrank sei. Dieser bedrohte Ramsay dafür mit dem Tod. Später wurde Linnen für geheilt erklärt und entlassen. Am 6. Mai 1815 trafen sich Linnen und Ramsay in Charleston. Dabei schoss Linnen zwei Mal auf ihn. Zwei Tage später erlag Ramsay seinen Verwundungen.